# Dan Bramble
Daniel Bramble (Chesterfield, 14 ottobre 1990) è un lunghista britannico.
Attivo nelle competizioni nazionali a partire dal 2010, Bramble ha esordito internazionalmente nel 2015 ai Mondiali per poi proseguire nelle maggiori competizioni internazionali di atletica leggera.

## Palmarès
| Anno                                  | Manifestazione          | Sede       | Evento         | Risultato | Prestazione | Note |
| ------------------------------------- | ----------------------- | ---------- | -------------- | --------- | ----------- | ---- |
| In rappresentanza della Gran Bretagna |                         |            |                |           |             |      |
| 2015                                  | Mondiali                | Pechino    | Salto in lungo | 18º (q)   | 7,83 m      |      |
| 2016                                  | Mondiali indoor         | Portland   | Salto in lungo | 6º        | 8,14 m      |      |
| 2017                                  | Europei indoor          | Belgrado   | Salto in lungo | 12º (q)   | 7,64 m      |      |
| 2018                                  | Europei                 | Berlino    | Salto in lungo | 6º        | 7,90 m      |      |
| In rappresentanza dell' Inghilterra   |                         |            |                |           |             |      |
| 2018                                  | Giochi del Commonwealth | Gold Coast | Salto in lungo | 5º        | 7,94 m      |      |

## Campionati nazionali
- 4 volte campione nazionale di salto in lungo indoor (2015-2017; 2020)

## Altre competizioni internazionali
2017
- agli Europei a squadre (Super League) ( Lilla), salto in lungo - 8,00 m